# Hooverphonic
 (novembre 2010).
Si vous disposez d'ouvrages ou d'articles de référence ou si vous connaissez des sites web de qualité traitant du thème abordé ici, merci de compléter l'article en donnant les références utiles à sa vérifiabilité et en les liant à la section « Notes et références ».
Pour les articles homonymes, voir Hoover.
Hooverphonic est un groupe belge de trip hop formé en 1995 par Alex Callier (bassiste et programmeur), Raymond Geerts (guitariste), Frank Duchêne (clavier) et la chanteuse Esther Lybeert. Partie très vite du groupe, elle est néanmoins sur quelques démos du premier album. Elle est remplacée par Liesje Sadonius qui est sur la version studio finale du premier album. Celle-ci est partie après son enregistrement et remplacée brièvement par Kyoko Baertsoen de Lunascape, puis Geike Arnaert du deuxième album à 2008. Noémie Wolfs (originaire de Montaigu) fut la chanteuse du groupe jusqu'au 29 mars 2015,. C'est ensuite Luka Cruysberghs qui la remplace. Le 9 novembre 2020, Hooverphonic annonce le retour de Geike Arnaert au chant. 

## Histoire

### Les débuts
À ses débuts (avant 1997), le groupe se nommait Hoover mais fut contraint de changer de nom pour cause d’homonymie avec d’autres groupes dans le monde ainsi qu’avec une grande marque d’aspirateurs. L’idée de ce nom vient d’une réflexion faite par un de leurs amis qui parlait en blaguant de musique d’aspirateur en entendant leurs premières chansons.
Depuis leurs débuts en 1995, leur carrière n’a fait que progresser. Un an à peine après leur premier album, A New Stereophonic Sound Spectacular en 1996, l’une de leurs chansons — 2Wicky — se trouve dans la bande son du film Beauté volée de Bernardo Bertolucci ainsi que de Souviens-toi... l'été dernier de Jim Gillespie. On peut également l'entendre dans L'Interview qui tue ! d'Evan Goldberg et Seth Rogen.
En 1998, la musique - Eden- se trouve dans le second volet Souviens-toi... l'été dernier 2 de Danny Cannon. Sur une moindre portée, la musique -Battersea- (issue également de l'album Blue Wonder Power Milk ) a été utilisée dans le premier et dernier épisode de la série New York 911.

### The Magnificent Treeet le succès avec Geike
Vint ensuite l’année 2000 et la renommée internationale avec l’album The Magnificent Tree qui fut un grand succès en Europe (et numéro 1 en Israël) et aux États-Unis. Hooverphonic se fit encore plus visible grâce à la prestation mémorable lors de la cérémonie d’ouverture du Championnat d’Europe de football cette année-là. Un milliard de personnes avait regardé leur représentation. Hooverphonic fila ensuite aux États-Unis faire une tournée de six mois avec Massive Attack. Les hits de cet album furent entre autres Mad About You et Vinegar & Salt.
En 2002, Hooverphonic sortit l’album-concept Hooverphonic Presents Jackie Cane, surnommé plus simplement Jackie Cane. Plus de 100 000 exemplaires en ont été vendus.
En 2003, le groupe fit une tournée dans des centres culturels de neuf pays européens en montrant leur compilation Sit down and listen to Hooverphonic.
Deux ans plus tard, Hooverphonic surprit à nouveau en sortant un double album intitulé (No) More Sweet Music et dont les morceaux sont les mêmes sur les deux disques mais dans des versions différentes. L’album saisit à nouveau le public et fut disque d’or rapidement avant de devenir disque de platine. Les morceaux Wake Up, You Hurt Me et Dirty Lenses furent choisis pour porter haut les couleurs de l’album et furent des succès en Belgique.
Wake Up fut apprécié par les radios étrangères, mais les ventes européennes ne furent pas celles escomptées. Hooverphonic mit alors fin à sa collaboration avec Sony/BMG ainsi qu’avec d’autres sociétés de sous-traitance pour chercher un contrat plus à leur mesure. Ils finirent par signer avec PIAS.
En avril 2006, le groupe sortit un album compilation à l’occasion de ses dix ans : Singles 96-06. Plus d’un million de disques en fut vendu.
Expedition impossible fut le single annonçant un nouveau disque pop-rock (sans adaptation électronique) typiquement années 1960 sorti le 8 octobre 2007. L’album s’intitule The President of the LSD Golf Club, un album d’une dizaine de morceaux dont sont tirés également les singles Gentle storm sorti le 25 février 2008 et Circles (sorti le 25 février 2008).
Le 10 octobre 2008, la chanteuse Geike Arnaert a annoncé après 10 années sa décision de quitter le groupe pour se consacrer à des projets personnels.

### Deuxième période avec Noémie Wolfs
La nouvelle chanteuse d'Hooverphonic s'appelle Noémie Wolfs et elle apparaît sur l'album The Night Before sorti le 26 novembre 2010 dont un nouveau single voit le jour, The Night before. Sa présentation officielle a lieu les 29 et 30 janvier 2011 auprès du public de l'Ancienne Belgique.
En 2012, la chanson Mad About You apparait dans le film Ma première fois de Marie-Castille Mention-Schaar.
Après le départ de Noémie Wolfs en 2015, le groupe enregistre l'album In Wonderland avec  différentes voix, dont Christa Jérôme (Belgique), Émilie Satt (France), Litlo Tinz, Felix Howard et Janie Priceest (Royaume uni), et Tjeerd Bomhof (Pays-Bas).

### Troisième période et Eurovision
En avril 2018, Luka Cruysberghs, lauréate de The Voice van Vlaanderen 2017, devient la nouvelle chanteuse du groupe. 
En 2019, la chanson Mad About You apparaît dans l'épisode 8 de la première saison de Umbrella Academy (série télévisée).
Le 1er octobre 2019, le diffuseur belge flamand VRT annonce que le groupe représentera la Belgique au Concours Eurovision de la chanson 2020.
La chanson que le groupe interprétera au Concours est dévoilée le 17 février 2020 : Release Me. À la suite de l'annulation de l'édition 2020 du concours à cause de la pandémie de Covid-19, la participation du groupe est reportée à 2021.
Le 9 novembre 2020, Hooverphonic annonce le retour de Geike Arnaert au chant.
Début 2021, Hooverphonic est désigné comme représentant belge au Concours Eurovision de la chanson 2021 avec la chanson The Wrong Place, qui se qualifie lors de la première demi-finale le 18 mai. Lors de la finale du 22 mai, le groupe termine à la 19e place avec 74 points.
À l'été 2022, le groupe interprète les démonstrations des consignes de sécurité pour la compagnie aérienne Brussels Airlines.
Le 22 Mars 2024, le groupe publie l'album "Fake Is The New Dope" chez Sony Music

## Discographie

### Singles
- 1996 : Inhaler
- 1996 : 2Wicky
- 1996 : Wardrope
- 1997 : Barabas
- 1998 : Club Montepulciano
- 1999 : Eden
- 1999 : This Strange Effect
- 1999 : Lung
- 2000 : Mad About You
- 2000 : Vinegar & Salt
- 2001 : Out of Sight
- 2001 : Jackie Cane
- 2002 : The World Is Mine
- 2002 : Sometimes
- 2003 : One
- 2003 : The Last Thing I Need Is You
- 2005 : Wake Up
- 2006 : You Hurt Me
- 2006 : Dirty Lenses
- 2006 : We All Float
- 2007 : Expedition Impossible
- 2007 : Gentle Storm
- 2008 : Circles
- 2008 : 50 Watt
- 2010 : The Night Before
- 2011 : Anger Never Dies
- 2011 : One Two Three
- 2011 : Heartbroken
- 2012 : Happiness
- 2012 : Unfinished Sympathy
- 2012 : Renaissance Affair (Version 2012)
- 2012 : George’s Café (Version 2012)
- 2013 : Harmless Shapes
- 2013 : Amalfi
- 2014 : Ether
- 2014 : Boomerang
- 2014 : Gravity
- 2015 : Badaboum
- 2016 : I Like the Way I Dance
- 2016 : Deep Forest
- 2016 : Hiding In a Song
- 2016 : You
- 2018 : Romantic
- 2018 : Uptight
- 2019 : Looking for Stars
- 2019 : Horrible Person
- 2020 : Release Me[8]
- 2020 : Summer Sun
- 2020 : Mad About You 2020
- 2021 : The Wrong Place
- 2021 : Thinking About You
- 2021 : Lift Me Up
- 2022 : Belgium In The Rain
- 2022 : Mysterious
- 2023 : Don't Think
- 2023 : Por Favor
- 2023 : And Then I Found You
- 2024 : Fake Is the New Dope